# Oswald Causin
Oswald Causin (* 29. Mai 1893 in Düsseldorf; † 27. Mai 1953) war ein deutscher Künstler und Bildhauer.
Causin war eines von fünf Kindern eines Düsseldorfer Fabrikdirektors. Ab dem 15. Lebensjahr lernte er an der Kunstgewerbeschule Düsseldorf den Umgang mit Plastilin und Gips und den Gips- und Bronzeguss. Nachdem Causin 1921 eine Büste der damals schwerkranken Tochter Ilse von Walter Renard, einem Unternehmer aus Neuss, angefertigt hatte, führte dieser Causin in die Neusser Gesellschaft ein und verschaffte ihm viele neue Aufträge. Causin ließ sich in Neuss an der Parkstraße nieder. Im Oktober 1944 wurde er ausgebombt. Der herzkranke Causin zog mit seiner ebenfalls kranken Frau nach Helmarshausen. Er verstarb an einem Schlaganfall.
Von Causin stammen Porträts, Grabmale und auch Hausreliefs. Das Clemens-Sels-Museum in Neuss widmete ihm 2002 eine Ausstellung.
Das Ehrenmal Weckhoven 1914–18 am Lindenplatz, Neuss, eingeweiht 1927, stammt von Causin. Bekannt ist der Eierdieb im Alten Stadtgarten aus Bronze, von Bürgern mit Spenden mitfinanziert und am 21. Juli 1934 eingeweiht.